# Blücher (1937)
Blücher var en kryssare av Admiral Hipper-klass i den tyska marinen som kölsträcktes i augusti 1936 och sjösattes i juni 1937. I september 1939, kort efter andra världskrigets utbrott, stod fartyget färdigrustat och 5 april 1940 hade det testats tillräckligt för att sättas in i aktiv militär tjänst. Under det första uppdraget, den 9 april 1940, sänktes Blücher i Oslofjorden vid Drøbak under inledningsskedet av Operation Weserübung (den tyska invasionen av Norge). Fartyget är döpt efter den tyske fältmarskalken Gebhard Leberecht von Blücher.

## Sänkningen av Blücher

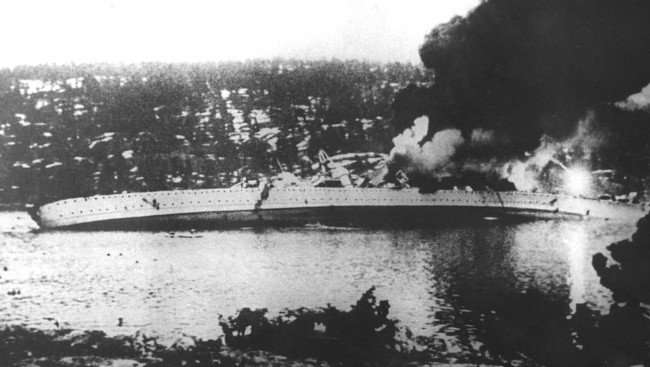
Blücher sjunker i Oslofjorden 9 april 1940.

Natten mellan den 8 och 9 april (invasionens första dag) stävade Blücher, i spetsen för Kampfgruppe V, uppför Oslofjorden. Förutom Blücher bestod gruppen av kryssarna Lützow och Emden samt tre torpedbåtar och ett antal mindre fartyg. Gruppen förde med sig 2 000 soldater vars uppgift var att inta Norges huvudstad Oslo.
När den tyska styrkan närmade sig Oscarsborgs fästning avfyrade den underbemannade besättningen under kommendant Birger Eriksen Moses och Aron, två av sina tre 28 cm Krupp-tillverkade kanoner modell 1892. Bägge granaterna träffade Blücher som fattade eld. Samtidigt öppnade lätta och medelstora norska kanonbatterier på fastlandssidan eld mot Blücher och Lützow. Blücher fick dessutom problem med styrningen och tvingades manövrera i det trånga Drøbaksundet med hjälp av sina propellrar. När Blücher befann sig i höjd med Norra Kaholmen avfyrade det därvarande underjordiska torpedbatteriet två 45 cm Whitehead-torpeder, tillverkade i Österrike-Ungern 1906. Bägge torpederna träffade Blücher midskepps. Lützow och Emden vände därefter söderut och gick mot Moss. 
Blücher var därmed helt oförmögen att manövrera och dessutom spred sig branden ombord. Klockan 06.21 sjönk den 18 200 ton tunga Blücher strax söder om Askholmen. Omkring 1 000 tyska soldater och sjömän miste livet i samband med förlisningen. Ytterligare 1 400 ombordvarande lyckades rädda sig i land.
Sänkningen av Blücher fördröjde de tyska invasionstruppernas intåg i Oslo så pass länge att det norska kungahuset, regeringen och försvarsledningen hann fly huvudstaden och gavs utrymme att organisera landets väpnade motstånd. 
Blücher ligger på 90 meters djup i Oslofjorden. 1994 tömdes vraket på olja som hotade att läcka ut och skada miljön.